# 펠선

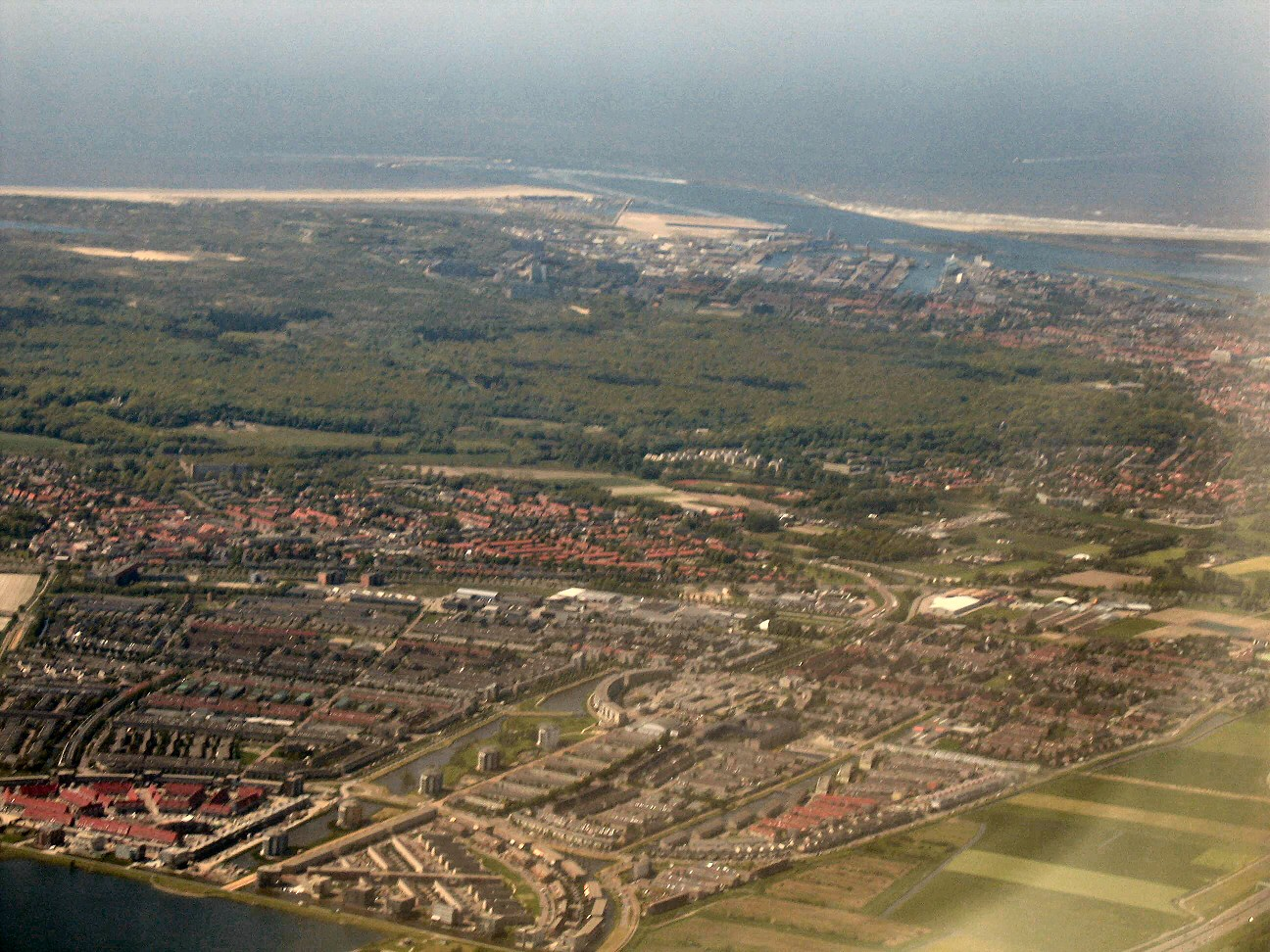
펠선

펠선의 위치

펠선(네덜란드어: Velsen)은 네덜란드 노르트홀란트주의 도시로 면적은 63.05km2, 높이는 6m, 인구는 67,294명(2014년 5월 기준), 인구 밀도는 1,503명/km2이다. 북해 운하와 접하고 있는 항구 도시로서 에이마위던(IJmuiden)이 이 곳에 위치한다.

시기
시 문장